# 悬挂束缚

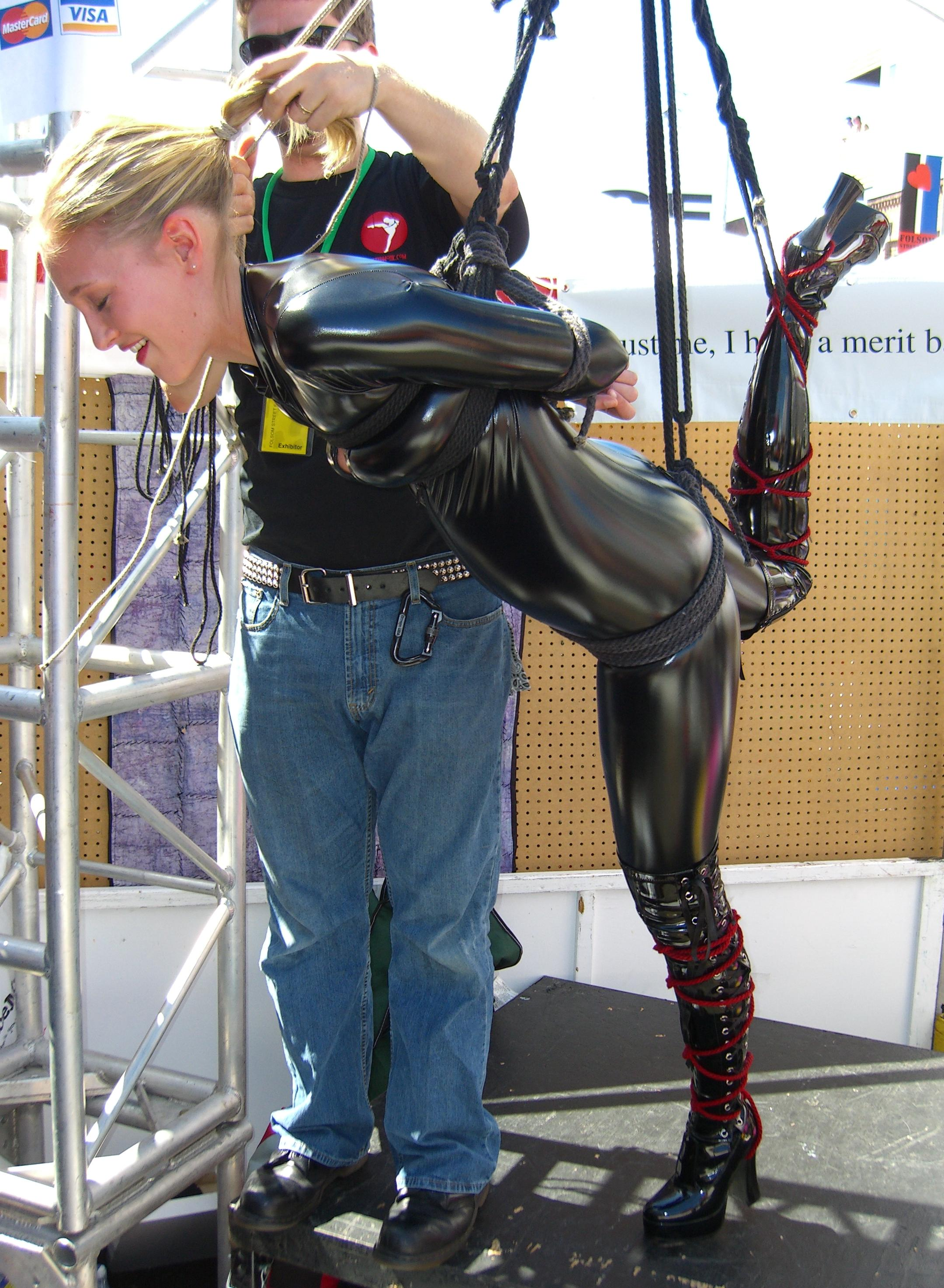
在2005年Folsom Street Fair的表演

悬挂束缚，是捆绑姿势的一种，即将某人用绳子悬挂在一个或多个悬挂点上。悬挂束缚相对于其他捆绑方式风险更高。